# Los ángeles de Puebla
Los ángeles de Puebla, ángeles a Go-Go es una película de comedia juvenil mexicana, dirigida por Francisco del Villar y protagonizada por María Duval, Julio Alemán,  Kitty de Hoyos y María Elena Marqués. Esta cinta fue grabada enteramente en la Ciudad de Puebla, México en 1967 y estrenada el 11 de enero de 1968.

## Sinopsis
Un ángel femenino (María Duval) al que le faltan tres obras buenas para ganar sus alas escoge la ciudad de Puebla para llevar a cabo su misión. "Leonardo" (Julio Alemán) un artista fracasado corteja insistentemente a "Cristina" (Kitty de Hoyos) asegurando que ha encontrado a su musa inspiradora. Por otro lado un par de adolescentes disfrazados de rebeldes sin causa que se hacen llamar "Ricky" (Carlos East) y "Sonny" (Juan Ferrara) intentan impresionar a un par de hermanas poblanas "Laura" (Cyntia Mandán) y "Carmen" (Alicia Bonet) que quieren deshacerse de su imagen de tiernas y conservadoras provincianas. Por último una pareja de adultos en plenitud "don Rodolfo Ibañez" (Fernando Soler) y "doña Angélica Torres" (Maria Elena Márqués) realizan su viaje de aniversario para recordar como se conocieron en la época de la Revolución y reencontrarse con el amor.

## Reparto
- María Duval como Ángel
- Julio Alemán como Leonardo
- Kitty de Hoyos como Cristina
- María Elena Marqués como  doña Angélica Torres
- Fernando Soler como don Rodolfo Ibañez
- Carlos East como Ricky
- Juan Ferrara como Sonny
- Cyntia Mandán como Laura
- Alicia Bonet como Carmen
- José Baviera como Padre Alfonso
- Carlos Bracho como Tirso

## Locaciones
La cinta fue grabada enteramente en la Ciudad de Puebla teniendo como locaciones El Barrio del Artista, el Mercado de Artesanías El Parián, La Capilla del Rosario, La zona de Los Fuertes de Loreto y Guadalupe, la Avenida Juárez, el Balneario Agua Azul, el Hotel Lastra y la Hacienda de Chautla

## Los Frailes
En un intermedio musical al interior del "Café del Artista" aparece el grupo de rock estudiantil originario de la Ciudad de Puebla llamados "Los Frailes" caracterizados por estar completamente rapados, interpretando una adaptación del tema musical de la película Zorba el Griego de 1964, titulada ahora como "Zorba el Poblano" adaptada por Manuel Esperón. 